# 대칭축차가속완화법
대칭축차가속완화법(對稱逐次加速緩和法,symmetric successive over-relaxation,SSOR)은 축차가속완화법을 대칭행렬에 맞게 변형시킨 방법이다. 전진대입(forward substitution)과 후진대입(backward substitution)을 반복한다.

## 같이 보기
- 가우스-자이델 방법
- 야코비 방법
- 축차가속완화법